# Фуглафйордур (футбольний клуб)
«Фуглафйордур» (фар. ÍF Fuglafjørður) — фарерський футбольний клуб із однойменного міста, заснований 1946 року. Виступає у найвищому дивізіоні Фарерських островів.

## Досягнення
Чемпіонат Фарерських островів
- Чемпіон (1):  1979